# Obva
La Obva (in russo О́бва?) è un fiume della Russia europea orientale, affluente di destra della Kama (bacino idrografico del Volga). Scorre nel Territorio di Perm', nei rajon Sivinskij, Vereščaginskij, Karagajskij e Il'inskij.
Nasce e scorre nella sezione orientale delle alture della Kama, dapprima con direzione mediamente sud-orientale, volgendosi poi a nord-ovest; sfocia nel medio corso della Kama nella baia Obvinskij, un braccio laterale del bacino artificiale della Kama. I maggiori affluenti del fiume sono Nerdva (lungo 115 km) dalla sinistra idrografica, Siva (96 km) e Lys'va (77 km) dalla destra. Il più grande insediamento sul fiume è il villaggio di Karagaj, centro amministrativo del distretto omonimo.
La Obva è gelata, in media, dai primi di novembre alla fine di aprile o al principio di maggio.